# ビロードナミシャク
ビロードナミシャク（天鵞絨波尺蛾、学名: Sibatania mactata）は、シャクガ科ナミシャク亜科に属するガの一種。幼虫はヤマアジサイを食草とすることが知られている。Sibatania属のタイプ種である。同属で、沖縄諸島や台湾に分布するキスジビロードナミシャク（学名: S. arizana）によく似る。